# Thank U
"Thank U" is een nummer van de Canadese zangeres Alanis Morissette. Het nummer verscheen op haar studioalbum Supposed Former Infatuation Junkie uit 1998. Op 12 oktober dat jaar werd het nummer uitgebracht als de eerste single van het album.

## Achtergrond
"Thank U" is geschreven en geproduceerd door Morissette in samenwerking met Glen Ballard. Na het succes van haar album Jagged Little Pill uit 1995 vertrok Morissette in 1997 naar India, waar zij een aantal nummers voor haar volgende album schreef, waaronder "Thank U". In september 1998 werd het nummer naar diverse radiostations verstuurd. Tevens vertelde Morissette over het nummer: "Eigenlijk ben ik in mijn hele leven nog nooit gestopt met werken, ik heb geen lange adempauze gehad, en ik nam anderhalf jaar vrij en leerde eigenlijk hoe ik dat moest doen. Toen ik stopte, was ik stil en ademde ik... ik bleef achter met veel dankbaarheid, en inspiratie, en liefde, en gelukzaligheid, en dat is waar het nummer vandaan kwam." De drumtrack van het nummer is gesampled uit "Sing a Simple Song" door Sly and the Family Stone.
"Thank U" werd een wereldwijde hit. In Canada, het thuisland van Morissette, werd het haar vijfde nummer 1-hit. In de Verenigde Staten  behaalde de 17e positie in de Billboard Hot 100; in de Adult Top 40 Tracks-, de Mainstream Top 40- en de Modern Rock Tracks-lijsten behaalde de single respectievelijk de posities 1, 2 en 12. In het Verenigd Koninkrijk werd het de grootste hit van Morissette en behaalde  de 5e positie in de UK Singles Chart. In Australië en Nieuw-Zeeland werd de 15e en   respectievelijk 2e positie bereikt, in de Eurochart Hot 100 de 9e en in Duitsland de 19e positie. 
In Nederland was de single in week 40 van 1998 de 291e Megahit van de week op Radio 3FM en in week 42 Alarmschijf op Radio 538 en werd een hit. De single bereikte de 7e positie in de Nederlandse Top 40 op Radio 538 en de 8e positie in de Mega Top 100 op Radio 3FM.
In België bereikte de single de 25e positie in zowel de Vlaamse  Ultratop 50 als de Vlaamse Radio 2 Top 30 en de 22e positie in Wallonië.
In 2000 werd de single genomineerd voor een Grammy Award in de categorie Best Female Pop Vocal Performance, maar verloor het van "I Will Remember You" door Sarah McLachlan.
In de videoclip van "Thank U", geregisseerd door Stéphane Sednaoui, is Morissette te zien terwijl zij naakt door de straten van New York loopt. Haar haar valt over haar borsten en haar schaamstreek is wazig gemaakt. In de video wordt Morissette benaderd door vreemdelingen op verschillende locaties, waaronder op straat, in een supermarkt en in een metro. Toen haar gevraagd werd waarom ze naakt was in de video, antwoordde Morissette: "Eigenlijk kreeg ik het idee voor die video in mijn douche - ik dacht aan het nummer en hoe simpel het is en hoe het zichzelf bloot geeft, en ik dacht, 'Zou het niet geweldig zijn als ik gewoon door New York of door een supermarkt kan lopen als symbool dat ik overal naakt ben?' Niet seksueel, maar vooral over het symboliek van rauw en naakt zijn in alle omgevingen waar je eigenlijk bescherming nodig hebt, zoals in een metro of dat soort plaatsen. Dus ik kwam erop in de douche en toen voerden we het uit."

## Hitnoteringen

### Nederlandse Top 40
| Hitnotering: 24-10-1998 t/m 26-12-1998 | Hitnotering: 24-10-1998 t/m 26-12-1998 | Hitnotering: 24-10-1998 t/m 26-12-1998 | Hitnotering: 24-10-1998 t/m 26-12-1998 | Hitnotering: 24-10-1998 t/m 26-12-1998 | Hitnotering: 24-10-1998 t/m 26-12-1998 | Hitnotering: 24-10-1998 t/m 26-12-1998 | Hitnotering: 24-10-1998 t/m 26-12-1998 | Hitnotering: 24-10-1998 t/m 26-12-1998 | Hitnotering: 24-10-1998 t/m 26-12-1998 | Hitnotering: 24-10-1998 t/m 26-12-1998 | Hitnotering: 24-10-1998 t/m 26-12-1998 |
| Week                                   | 1                                      | 2                                      | 3                                      | 4                                      | 5                                      | 6                                      | 7                                      | 8                                      | 9                                      | 10                                     |                                        |
| -------------------------------------- | -------------------------------------- | -------------------------------------- | -------------------------------------- | -------------------------------------- | -------------------------------------- | -------------------------------------- | -------------------------------------- | -------------------------------------- | -------------------------------------- | -------------------------------------- | -------------------------------------- |
| Positie                                | 9                                      | 7                                      | 7                                      | 7                                      | 9                                      | 19                                     | 22                                     | 25                                     | 37                                     | 39                                     | uit                                    |

### Mega Top 100
| Hitnotering: 17-10-1998 t/m 23-01-1999 | Hitnotering: 17-10-1998 t/m 23-01-1999 | Hitnotering: 17-10-1998 t/m 23-01-1999 | Hitnotering: 17-10-1998 t/m 23-01-1999 | Hitnotering: 17-10-1998 t/m 23-01-1999 | Hitnotering: 17-10-1998 t/m 23-01-1999 | Hitnotering: 17-10-1998 t/m 23-01-1999 | Hitnotering: 17-10-1998 t/m 23-01-1999 | Hitnotering: 17-10-1998 t/m 23-01-1999 | Hitnotering: 17-10-1998 t/m 23-01-1999 | Hitnotering: 17-10-1998 t/m 23-01-1999 | Hitnotering: 17-10-1998 t/m 23-01-1999 | Hitnotering: 17-10-1998 t/m 23-01-1999 | Hitnotering: 17-10-1998 t/m 23-01-1999 | Hitnotering: 17-10-1998 t/m 23-01-1999 | Hitnotering: 17-10-1998 t/m 23-01-1999 |
| Week                                   | 1                                      | 2                                      | 3                                      | 4                                      | 5                                      | 6                                      | 7                                      | 8                                      | 9                                      | 10                                     | 11                                     | 12                                     | 13                                     | 14                                     |                                        |
| -------------------------------------- | -------------------------------------- | -------------------------------------- | -------------------------------------- | -------------------------------------- | -------------------------------------- | -------------------------------------- | -------------------------------------- | -------------------------------------- | -------------------------------------- | -------------------------------------- | -------------------------------------- | -------------------------------------- | -------------------------------------- | -------------------------------------- | -------------------------------------- |
| Positie                                | 38                                     | 10                                     | 8                                      | 9                                      | 9                                      | 14                                     | 19                                     | 22                                     | 26                                     | 37                                     | 46                                     | 47                                     | 66                                     | 80                                     | uit                                    |

### NPO Radio 2 Top 2000
| Nummer met noteringen in de NPO Radio 2 Top 2000 | '14  | '15  | '16  | '17  | '18  | '19 | '20  | '21  | '22  | '23  | '24  |
| ------------------------------------------------ | ---- | ---- | ---- | ---- | ---- | --- | ---- | ---- | ---- | ---- | ---- |
| Thank U                                          | 1487 | 1319 | 1386 | 1522 | 1695 | -   | 1868 | 1975 | 1901 | 1965 | 1795 |

1. ↑  Een '-' betekent dat het nummer niet was genoteerd en een vetgedrukt getal geeft de hoogste notering aan.
2. ↑  2014 was het eerste jaar met een notering voor dit nummer.